# اکولایزر (فیلم)
اکوالایزر (به انگلیسی: The Equalizer) یا برابرساز یک فیلم انتقام‌جویانه، اکشن و دلهره‌آور آمریکایی محصول سال ۲۰۱۴، به کارگردانی آنتوان فوکوآ و نویسندگی ریچارد ونک که بر اساس یک مجوعه تلویزیونی به همین نام ساخته شده است. در این فیلم بازیگرانی همچون دنزل واشینگتن، مارتون چوکاش، کلویی گریس مورتس، دیوید هاربر، بیل پولمن، ملیسا لیو و هیلی بنت ایفای نقش می‌کنند.
این فیلم نقدهای متفاوتی از سوی منتقدان و تماشاگران دریافت کرد که سبک بصری، کارگردانی، بازیگری، موسیقی متن و سکانس‌های اکشن را ستایش کردند اما فیلمنامه، نمایش خشونت و طرح آن را نقد کردند. با این وجود، این فیلم با فروش جهانی بیش از ۱۹۲ میلیون دلار با بودجه تولید ۵۵ تا ۷۳ میلیون دلار به یک موفقیت تجاری تبدیل شد. دنباله آن اکولایزر ۲ در ۲۰ ژوئیه ۲۰۱۸ منتشر شد و دنزل واشینگتن، ریچارد ونک و آنتوان فوکوا بازگشتند. قسمت سوم نیز تحت نام اکولایزر ۳ در سال ۲۰۲۳ منتشر شد.

## داستان
رابرت مک کال یک کارگر ساده با گذشته نامرئی است که در یک فروشگاه بزرگ هفته‌ای ۴۰ ساعت کار می‌کند او عادت دارد شب‌ها برای صرف چایی و خواندن کتاب به یک رستوران کوچک برود. هر شب یک دختر کارگر جنسی و خیابانی برای خوردن کیک در ساعتی مشخص به همان رستوران می‌آید و در مورد داستان‌هایی که رابرت می‌خواند سؤال می‌کند. یک شب به دلیل امتناع دختر از بیرون رفتن با یک مرد، مافیای روس منطقه دختر را تا حد مرگ کتک می‌زنند. رابرت تمامی پس‌انداز چند سال خود را برای خرید آزادی دختر به مافیای محلی تقدیم می‌کند، اما آن‌ها قبول نمی‌کنند. رابرت که سابقاً آدم‌کش سازمان‌های دولتی بوده تصمیم می‌گیرد که خود عدالت را برای مافیای محلی اجرا کند و …